# Alcides Arguedas

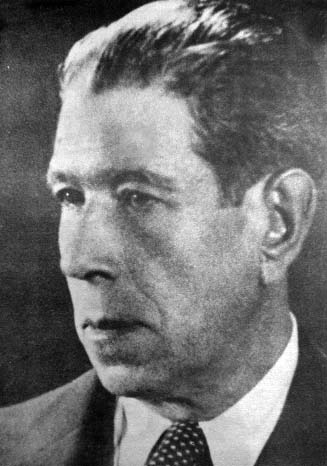
Alcides Arguedas

Alcides Arguedas (* 15. Juli 1879 in La Paz; † 6. Mai 1946 in Chulumani) war ein bolivianischer Schriftsteller, Diplomat, Politiker und Historiker.

## Leben
Alcides Arguedas wurde am 15. Juli 1879 in La Paz geboren. Er studierte in La Paz Recht und Politologie, später in Paris Soziologie. In mehreren diplomatischen Reisen vertrat er Bolivien in Großbritannien, beim Völkerbund, in Frankreich, Spanien, Kolumbien, wo er 1930 wegen seiner Kritik am kolumbianischen Präsidenten ausgewiesen wurde, und Venezuela. Daneben war er Abgeordneter (1916) für die liberale Partei, Senator (1940) und zeitweise auch Landwirtschaftsminister.
Sein Leben lang beobachtete er sehr genau die Bräuche und Kulturen der Hochebene in den Anden. Sein literarisches Werk beschäftigt sich mit dem Schicksal der indianischen Bevölkerung. Er gilt als Begründer des Indigenismo. Dabei verfolgte er rassistisch-evolutionistische Thesen, nach denen die indianische Bevölkerung von der nicht-indianischen getrennt werden müsse und eine Vermischung eher negativ für die Entwicklung des Landes sei.
Am 6. Mai 1946 starb er in Chulumani, Verwaltungshauptstadt der Provinz Sud Yungas.

## Werk
| Jahr | Werk | Literaturgattung | Verlagswesen                   |
| ---- | --- | ---------------- | ------------------------------ |
| 1903 | Pisagua | Novelle          | Velarde, Aldozoza y Cía-La Paz |
| 1904 | Wata-Wara | Novelle          | Luis Tasso-Barcelona           |
| 1905 | Vida criolla (Südamerikanisches Leben) | Novelle          | E. Córdova-La Paz              |
| 1919 | Raza de bronce (Braunhäutige [=indigene] Rasse)                                                                                                 | Novelle          | González y Medina-La Paz       |
| 1909 | Pueblo enfermo. Contribución a la psicología de los pueblos hispanoamericanos (Krankes Volk) (pessimistische Gesellschaftskritik über Bolivien) | Essay            | Vda. de Tasso-Barcelona        |
| 1934 | La danza de las sombras (Der Tanz der Schatten)                                                                                                 | Essay            | López y Cía-Barcelona          |
| 1989 | De cara a la realidad. De cómo y por qué se derrumban las naciones                                                                              | Essay            | La Juventud-La Paz             |
| 1920 | La fundación de la República (Die Gründung der Republik)                                                                                        | Geschichte       | -                              |
| 1922 | Historia general de Bolivia. El proceso de la nacionalidad (1809–1921) (Allgemeine Geschichte von Bolivien)                                     | Geschichte       | Arnó Hermanos-La Paz           |
| 1923 | Los caudillos letrados. La confederación Perú-boliviana. Ingavia (Die gebildeten Führer)                                                        | Geschichte       | López y Cía-Barcelona          |
| 1924 | La plebe en acción (1848–1857) (Das Volk in Bewegung)                                                                                           | Geschichte       | López y Cía-Barcelona          |
| 1909 | Los caudillos bárbaros. Historia, resurrección. La tragedia de un pueblo (Die ungebildeten Führer)                                              | Geschichte       | Vda. de Tasso-Barcelona        |
| 1926 | Política y la Guerra del Chaco (Politik und der Chacokrieg)                                                                                     | Geschichte       | López y Cía-Barcelona          |
| 1926 | La dictadura y la anarquía (Die Diktatur und die Anarchie)                                                                                      | Geschichte       | Vda. de Tasso-Barcelona        |

## Sekundärliteratur
- Angela Dencker: Der Indio in der bolivianischen Gesellschaft und Literatur der Jahrhundertwende, Lang, Frankfurt a. M./Bern/New York 1983
- Octavio Salamanca: En defensa de Bolivia Respuesta á ’Pueblo Enfermo’ Libro escrito por el Sr. A. Arguedas, La Ilustración, Cochabamba 1914